# Барбунови
Барбуновите (Mullidae) са семейство актиноптери от разред Бодлоперки (Perciformes).
Таксонът е описан за пръв път от Константен Самюел Рафинеск през 1815 година.

## Родове
- Mulloidichthys
- Mullus – Червени барбуни
- Parupeneus
- Pseudupeneus
- Upeneichthys
- Upeneus – Брадати риби